# ドラマ新銀河
ドラマ新銀河（ドラマしんぎんが）は、NHK総合テレビジョンの夜の帯ドラマシリーズ枠。

## 概要
1989年3月に終了した『銀河テレビ小説』の復刻版として1993年4月5日から1998年3月19日まで5年間放送された。『銀河テレビ小説』は月曜日から金曜日までの放送だったが、本番組は月曜日から木曜日までの放送となった。
初期の放送時間は20:40 - 21:00だったが、元々20:45から放送していたローカルニュースを21:20 - 21:30（『NHKニュース9』の末尾10分）に移設させて確保した。1996年4月改編では、その21時台のローカルニュースが20:45 - 21:00に復帰し、本枠は『NHKニュース7』の放送時間を縮小させた上で19:40 - 20:00に移動した。しかし、19時台に移動した時には重要なニュースが多く、『NHKニュース7』延長により番組が休止になることもしばしばあったので、結果的に打ち切りになったという。なお、『銀河テレビ小説』同様に翌日日中に再放送を原則として実施していた。また、副音声で目の不自由の方のための解説放送（声：梅津秀行）を実施していた。
朝の連続テレビ小説に見られなかった特長としては、NHK名古屋放送局も制作に関わっていたことで、名古屋、愛知県など中部地方を舞台にしたドラマも多数放送された。また、1996年にはNHK札幌放送局も1作品（『時の王様』）で制作に参加している。概ね1シリーズ16-20回程度のシリーズだったが、1週間だけのシリーズもあった。
1998年4月改編で終了され、『NHKニュース7』が1時間枠に戻され、2000年には『クローズアップ現代』との2本立てとなる。夜の連続ドラマは2002年から4年間『よるドラ』を放送した。

## 放送作品一覧
|    | タイトル                            | 放送期間                 | 原作              | 脚本                                   | 主題歌                                      | 主演                                                             | その他出演者 |
| -- | ----------------------------------- | ------------------------ | ----------------- | -------------------------------------- | ------------------------------------------- | ---------------------------------------------------------------- | --- |
| 1  | トーキョー国盗り物語                | 1993年4月5日 -5月6日     | 林真理子          | 布施博一                               | 伊豆田洋之 「笑顔ひとつぶん」               | 沢口靖子                                                         | 清水美砂、荻野目洋子、別所哲也、丹波哲郎、津島恵子、草笛光子、吉行和子、浅利香津代、剣幸、林真理子（カメオ出演）、高橋克実、片桐はいり                   |
| 2  | 大阪で生まれた女やさかい            | 1993年5月10日 -6月10日   |                   | 小山内美江子                           | BORO 「かくれんぼやめた」                   | 藤山直美                                                         | 太川陽介、園佳也子、川越美和、三島ゆり子、高橋悦史、藤吉久美子                                                                                           |
| 3  | コラ!なんばしよっと2                | 1993年6月14日 -7月15日   | 武田鉄矢          | 金子成人                               | 関野リサ 「思えば遠くへ来たもんだ」         | 桃井かおり                                                       | 近藤正臣、阪本浩之、増田未亜、河合美智子、梅津栄、新井康弘、でんでん                                                                                     |
| 4  | 南部大吉交番日記                    | 1993年8月23日 -9月16日   | 川内康範          | 坂田義和                               | 稲垣潤一 「あの夏の風のように」             | 野村宏伸                                                         | 中川安奈、中村嘉葎雄、白川由美、田村亮、宍戸開、深浦加奈子、小田茜、佐々木すみ江                                                                         |
| 5  | いつか花嫁                          | 1993年9月20日 -10月14日  |                   | 金子成人                               |                                             | 高木美保                                                         | 筧利夫、丹波哲郎、平田満、松原智恵子、加藤武 |
| 6  | 親子は他人の始まり                  | 1993年10月18日 -11月11日 |                   | 宮川一郎                               |                                             | 藤村志保                                                         | 新藤栄作、香川照之、二谷英明、横山めぐみ |
| 7  | 帰ってきちゃった                    | 1993年11月15日 -12月9日  |                   | 小林政広                               |                                             | 酒井法子                                                         | 中尾ミエ、林隆三、布川敏和、浜村純、小坂一也 |
| 8  | 欅通りの人びと                      | 1994年1月4日 -2月3日     | 内海隆一郎        | 重森孝子                               |                                             | 山本陽子                                                         | 藤谷美紀、柴俊夫、中条静夫、宮下直紀、深水三章、山本晋也、団しん也、久我美子、今福将雄                                                                   |
| 9  | つばさ                              | 1994年2月7日 -3月3日     |                   | 宮村優子                               | 近藤房之助 「夢の尻尾」                     | 哀川翔                                                           | 志村東吾、中村あずさ、大塚寧々、児玉清、織本順吉、丹波義隆、伊藤友乃、平泉成、石丸謙二郎、三木のり平、丘さとみ                                           |
| 10 | 企業病棟                            | 1994年4月4日 -5月5日     | 江川晴            | 布施博一                               | 藤井フミヤ 「落陽」                         | 後藤久美子                                                       | 郷ひろみ、沢田亜矢子、日向薫、阿知波悟美、谷啓、寺田農、前田未来、木下ほうか                                                                             |
| 11 | 青空にちんどん                      | 1994年5月9日 -6月9日     | 林幸治郎 林真理子 | 東多江子                               | モダンチョキチョキズ 「愛のモールス信号」   | 工藤夕貴                                                         | 伊原剛志、ミヤコ蝶々、西村晃、花紀京、朝丘雪路、松本留美                                                                                                 |
| 12 | ゆっくりおダイエット                | 1994年6月13日 -7月18日   | 沼野正子          | 香取真理                               | 大城光恵 「はだしの果実」                   | 宮本信子                                                         | 菅原文太、草笛光子、浜畑賢吉、早川亮、夏川結衣、野川由美子                                                                                               |
| 13 | これでいいのだ                      | 1994年8月22日 -9月15日   | 赤塚不二夫        | 小林政広                               |                                             | 堤大二郎                                                         | 佐久間良子、田村英里子、中村嘉葎雄 |
| 14 | 湯の町行進曲                        | 1994年9月19日 -10月13日  |                   | 松原敏春                               |                                             | 篠田三郎                                                         | 坂口良子、地井武男、橋本光成、矢崎滋、中山仁 |
| 15 | くろしおの恋人たち                  | 1994年10月17日 -11月10日 |                   | 矢島正雄                               |                                             | 裕木奈江                                                         | 榊原利彦、阿部寛、イッセー尾形、永島暎子、藤田弓子、岡八朗                                                                                               |
| 16 | 赤ちゃんが来た                      | 1994年11月14日 -12月8日  | 石坂啓            | 宮村優子                               | 山下達郎 「Lai-La-邂逅」                    | 沢口靖子                                                         | 香川照之、星由里子、加山雄三、中原理恵、川上麻衣子、梨本謙次郎                                                                                           |
| 17 | この指とまれ!!                      | 1995年1月30日 -3月16日   |                   | 井上由美子                             |                                             | 藤山直美                                                         | 別所哲也、岸部一徳、久我美子、桂枝雀、清水真実、円広志                                                                                                   |
| 18 | 魚河岸のプリンセス                  | 1995年4月3日 -5月4日     | 平野文            | 岩佐憲一 相良敦子                      | Riding 「微笑む君に」                       | 涼風真世                                                         | 里見浩太朗、松村雄基、中村嘉葎雄、加賀まりこ、柴俊夫、高橋克実、嶋田久作、中島陽典、田嶋陽子、川谷拓三                                                   |
| 19 | 愛をみつけた                        | 1995年5月8日 -6月8日     | 宮川大助・ 花子   | 重森孝子                               | さだまさし 「愛をみつけた」                 | 辰巳琢郎                                                         | 毬谷友子、吉川十和子、佐川満男、栗塚旭 |
| 20 | 名古屋お金物語                      | 1995年6月12日 -7月13日   |                   | 清水有生                               | 荻野目洋子 「幸福への時間」                 | 荻野目洋子                                                       | 時任三郎、宍戸錠、水野真紀、美木良介、西谷卓統、東てる美                                                                                                 |
| 21 | ラスト・ラブ                        | 1995年7月17日 -8月10日   |                   | 中園ミホ 小野沢美暁                    | 辛島美登里 「愛すること」                   | 葉月里緒奈                                                       | 仲村トオル、稲森いずみ、中条きよし、佐藤友美、森山周一郎、山下規介、池谷幸雄                                                                             |
| 22 | 母の出発                            | 1995年8月28日 -9月21日   | 村田喜代子        | 鹿水晶子                               |                                             | 栗原小巻                                                         | 小林千登勢、浅野忠信、市毛良枝、江波杏子、財津一郎 |
| 23 | 妻の恋                              | 1995年9月25日 -10月19日  |                   | 内館牧子                               | CHAGE and ASKA 「好きになる」               | 古手川祐子                                                       | 竹脇無我、中原理恵、西村晃、松岡昌宏（TOKIO）、塩屋俊、山木香織                                                                                          |
| 24 | ワイン殺人事件25歳の夏              | 1995年10月23日 -11月16日 | 黒崎緑            | 小林政広                               | 斉藤祐紀 「明日のわたしのために」           | 高岡早紀                                                         | 藤竜也、夏木マリ、黒田アーサー、竜雷太、奥菜恵、國村隼、鰐淵晴子、山西惇、山本太郎、沖田さとし、河野まさと、村崎ゆか、河原崎長一郎、加藤登紀子、秋野太作 |
| 25 | 拝啓自治会長殿                      | 1995年11月20日 -12月7日  |                   | 布施博一                               |                                             | 三宅裕司                                                         | 浅田美代子、真行寺君枝、左右田一平、笹野高史、ベンガル、大河内浩、近松麗江、小倉一郎、八代華奈                                                           |
| 26 | やさしい関係                        | 1995年12月11日 -12月14日 | 阿刀田高          | 金谷祐子                               |                                             | イッセー尾形                                                     | 木内みどり |
| 27 | 新・恋愛小説館                      | 1995年12月18日 -12月21日 | 連城三紀彦        | 津川泉                                 |                                             | 真野響子                                                         | 久米明、原田美枝子、五代高之、奥村公延 |
| 28 | 元気をあげる 〜救命救急医物語       | 1996年1月8日 -2月15日    |                   | 中山乃莉子                             | 石嶺聡子 「涙はいらない」                   | 木村佳乃                                                         | 床嶋佳子、白川和子、小林恵、黒田勇樹、大浦龍宇一、勝村政信、蟹江敬三、浜田万葉、長谷川初範、高知東急                                                     |
| 29 | ようこそ青春金物店                  | 1996年2月19日 -3月14日   | 内藤洋子          | 金谷祐子                               | 早勢美里 「すみれ色にひとり」               | 早勢美里                                                         | 小橋賢児、樫山文枝、山田昌、黒谷友香、久我美子、山本耕史                                                                                                 |
| 30 | 婚約旅行                            | 1996年3月18日 -3月21日   |                   | 坂田義和                               | 矢吹紫帆 「月のしずく」                     | 渡部篤郎                                                         | 中川安奈 |
| 31 | レイコの歯医者さん                  | 1996年4月1日 -5月2日     |                   | 田向正健                               | 大原麗子 「背中から抱きしめて」             | 大原麗子                                                         | 山下真司、藤原喜明 |
| 32 | 京都発・ぼくの旅立ち                | 1996年5月6日 -6月6日     | 玉木正之          | 鹿水晶子                               |                                             | 茂山宗彦                                                         | 岸部一徳、三林京子、浜田万葉、渋谷天外、三田和代、藤吉久美子、平田満                                                                                     |
| 33 | たにんどんぶり                      | 1996年6月10日 -7月4日    | あかねるつ        | 倉沢左知代                             | 吉岡忍 「いつか逢いたい」                   | 水野真紀                                                         | 渡瀬恒彦、吉田小まめ、石野真子、森本レオ、中村加奈子、川野太郎                                                                                           |
| 34 | 賢治のほほえみ                      | 1996年7月8日 -7月11日    |                   | 第1・4回: 江口美喜男第2・3回: 鈴江俊郎 |                                             | 第1回: 馬渕英里何第2回: 岡田義徳第3回: つみきみほ第4回: 高橋和也 | 第1回:犬塚弘 第2回:山口紗弥加 第2回:木内みどり 第3回:山本はるか 第3回:西島秀俊 第4回:野村知沙 第4回:もたいまさこ                                         |
| 35 | 時の王様                            | 1996年7月15日 -7月18日   |                   | 綾瀬麦彦                               |                                             | 水谷豊                                                           | 阿部寛、洞口依子、多々良純、平田満 |
| 36 | 家族注意報!                         | 1996年8月5日 -8月29日    |                   | 西荻弓絵                               | 高橋哲也 「JUST ONLY LOVE」                 | 天海祐希                                                         | 斉藤慶子、中山忍、村井国夫、山城新伍、藤田弓子、日比野玲、可愛かずみ、山村美智子、藤堂新二                                                               |
| 37 | いらっしゃい                        | 1996年9月2日 -9月26日    |                   | 宮村優子                               |                                             | 富田靖子                                                         | 市毛良枝、永島敏行、上條恒彦、花沢徳衛、美保純、伊藤俊人、斉藤暁、河原さぶ                                                                               |
| 38 | 結婚はいかが?                       | 1996年9月30日 -10月25日  |                   | 高木凛                                 |                                             | かたせ梨乃                                                       | 柴俊夫、有馬稲子、松本恵、松村雄基、小野武彦、京唄子、筒井康隆、片桐はいり、田中美奈子                                                                   |
| 39 | いつか見た空                        | 1996年10月28日 -11月21日 |                   | 岩松了                                 | JUDY AND MARY 「おめでとう」                | 中井貴一                                                         | 松下由樹、渡辺いっけい、大野紋香 |
| 40 | 素敵に女ざかり                      | 1996年11月25日 -12月19日 |                   |                                        | 島倉千代子 「ときめきをさがしに」           | 池内淳子                                                         | 朝丘雪路、楠侑子、阿南健治、山口果林 |
| 41 | 木綿のハンカチ 〜ライトウインズ物語 | 1997年1月6日 -2月6日     |                   | 市川森一                               | デニ・ハインズ 「ドリーム・ユア・ドリーム」 | 緒川たまき                                                       | 檀ふみ、藤田美保子、丹波哲郎、小高恵美、紅萬子、磯野貴理子                                                                                               |
| 42 | 名古屋お金物語2                     | 1997年2月10日 -3月13日   |                   | 清水有生                               | 時任三郎 「PARADOX」                        | 時任三郎                                                         | 矢崎滋、片岡礼子、西谷卓統、宍戸錠、萩原流行、とよた真帆                                                                                                 |
| 43 | 愛情旅行                            | 1997年3月17日 -3月20日   |                   | 坂田義和                               |                                             | 斉藤由貴                                                         | 小松政夫、宝井誠明、増田未亜、勝村政信 |
| 44 | 雲の上の青い空 ～歌手誕生物語~      | 1997年3月31日 -5月1日    |                   | ジェームス三木                         |                                             | 中村美律子                                                       | 松本麻希、浜田麻里奈、美杉愛、津川雅彦、藤真利子、大村崑、佐々木すみ江、田村英里子、不破万作、山本学、藤岡琢也、水原ゆう紀、寺田農、青山知可子           |
| 45 | おんなは全力疾走!                   | 1997年5月5日 -6月5日     |                   | 金谷祐子                               | 宇井かおり 「ありがとうではじめよう」       | 斉藤慶子                                                         | 山下徹大、桜井章、阿部裕、益田圭太、小林千絵 |
| 46 | 初婚・再婚                          | 1997年6月9日 -7月4日     |                   | 朝間義隆                               |                                             | 栗原小巻                                                         | ばんばひろふみ、水野久美、松村雄基、山口紗弥加 |
| 47 | 今夜もごちそうさま                  | 1997年7月7日 -7月31日    |                   |                                        |                                             | 小林桂樹                                                         | 水沢アキ、大和田獏 |
| 48 | ママだって夏休み                    | 1997年8月11日 -8月28日   |                   | 尾西兼一                               | 衛藤利恵 「パラダイス・イン・ミー」         | 竹下景子                                                         | 西田尚美、筒井万央、中本賢、村井国夫、蟹江敬三、倉沢桃子、織本順吉、湯江健幸、沼田爆                                                                     |
| 49 | 父さんは森に隠れる                  | 1997年9月1日 -10月2日    |                   | 相葉芳久                               | 中村雅俊 「愛はここにある」                 | 中村雅俊                                                         | 真野響子、根津甚八、森口瑤子、高橋かおり、内野聖陽 |
| 50 | コラ!なんばしよっと3                | 1997年10月6日 -11月6日   | 武田鉄矢          | 金子成人                               | 海援隊 「ライスカレー」                     | 桃井かおり                                                       | 近藤正臣、阪本浩之、増田未亜、黒田福美、生稲晃子、武田鉄矢、梅津栄                                                                                       |
| 51 | この指とまれ2                       | 1997年11月10日 -12月11日 |                   | 井上由美子                             |                                             | 藤山直美                                                         | 岸部一徳、田中好子、佐川満男、國村隼、三倉茉奈・佳奈、桂枝雀、白川由美、河合美智子、麿赤児                                                               |
| 52 | しあわせ色写真館                    | 1997年12月15日 -12月18日 |                   | 綾瀬麦彦                               |                                             | 丹阿弥谷津子                                                     | 仲間由紀恵、加藤武、酒井敏也、吉澤拓真 |
| 53 | 素敵に女ざかり2                     | 1998年1月5日 -2月5日     |                   | 倉沢左知代                             | 沢田知可子 「ドアを開けたら」               | 朝丘雪路                                                         | 木の実ナナ、名古屋章、原久美子、松崎駿司、中山仁、柴俊夫、甲本雅裕、片岡富枝、相島一之                                                                   |
| 54 | 庭師サッちゃん                      | 1998年2月24日 -3月19日   |                   | 山永明子                               | カクスコ 「サリー・ガーデンズ」             | 高橋由美子                                                       | 夏八木勲、高橋一生、山口粧太、山田昌、斎藤洋介、金子賢                                                                                                   |